# Nancy Coolen
Nancy Anna Francina Coolen (nacida el 10 de septiembre de 1973 en Asten, Brabante Septentrional, Países Bajos), conocida como Nance, es una presentadora de televisión neerlandesa que anteriormente fue la cantante principal de un grupo de Eurodance llamado Twenty 4 Seven.
A la edad de 15 años, Nance fue descubierta en una discoteca por el productor de música dance Ruud van Rijen. Éste fundó el proyecto musical Twenty 4 Seven, en la que Nance actuó junto al rapero de Tony Dawson-Harrison, más conocido por su nombre artístico, Captain Hollywood Project. Cuando éste abandonó el proyecto, fue sustituido por el rapero Stay C, y con el grabaron grandes éxitos incluyendo «Slave to the Music».
En 1996 Nance decidió dejar Twenty 4 Seven para iniciar una carrera en solitario, lo que llevó a un par de éxitos menores en los Países Bajos. Por la misma época comenzó a trabajar como presentadora de televisión de varios canales. Fue convocada para presentar el Dutch Top 40, un par de veces para TMF Nederland. Más tarde lo hizo para conducir el programa Liefde is... para RTL 5. En 1999 comenzó a conducir el programa de juegos de nombre Rappatongo Tros. Después de 200 episodios, la serie fue cancelada.
Nance fue la anfitriona del programa de juegos Lingo. Lo hizo hasta finales de 2005 cuando se decidió a organizar programas para SBS 6.
Nance se casó con William Rutten del 4 de mayo de 1995 hasta marzo de 2000, cuando se divorciaron. Ahora tiene una relación con Pico van Sytzama.

## Singles
- (1995) "Love Is..."

- (1996) "Big Brother is Watching You"

- (1996) "Kiss It"

- (1996) "Love is Gone"

- (1997) "He's My Favourite DJ"

- (1998) "Miss You!"

- (1999) "De Laatste En De Eerste" (Henk Westbroek con Nance)

- (2003) "If U Wanna Dance"

- (2013) "Higher" (JockeyBoys con Nance)